# Иртыш (газета, Омск)
Иртыш — политическая и общественно-литературная газета Российской империи, выходившая в 1906 году в городе Омске, административным центре Акмолинской области и Степного генерал-губернаторства.
Редактор-издатель И. А. Поваренных. Фактический основатель: Алихан Букейханов.
По мнению современных исследователей, газета «„Иртыш“ — пример общественно-политического издания, оппозиционного власти».

## Описание
Редакция находилась по адресу угол Тобольской и Екатерининской улиц, дом Дудоладовой, номер телефона 234.Газета печаталась в типографии «Иртыш». Цена за номер — 3 коп., годовая подписка — 4 руб., месячная — 40 коп.
В газете, помимо основного штата сотрудников, принимали участие литераторы и политические деятели Е. В. Аничков,
О. Е. Бужанский, В. И. Вернадский, А. Вергежский, И. В. Гессен, В. М. Гессен, Л. Я. Гуревич, кн. Петр Долгоруков, А. С. Изгоев, И. И. Карпов, А. М. Калюбакин, А. А. Корнилов, П. И. Милюков, В. Д. Набоков, А. И. Никольский, И. И. Петрункевич, Д. Протопопов, П. Б. Струве, М. И. Фридман, кн. Д. И. Шаховской и Б. Ф. Шершеневич и др.

## История
Газета тесно связана с политиком Алиханом Букейхановым. В 1906 году, 5-6 января, А. Букейханов арестован «как руководитель киргизского (казахского) политического движения», в мае был освобождён из Омской тюрьмы. После освобождения А. Букейханов основал газеты «Омич» (закрыта в 1906), «Иртыш» (закрыта в 1906 году властями), «Голос степи».
Газета приостановлена распоряжением Степного генерал-губернатора от 13.11.1906 на все время военного положения за «вредное её направление»; подписчикам рассылалась газета «Голос степи».

## Библиографическое описание
Иртыш : газета политическая и общественно-литературная / ред.-изд. И. А. Поваренных. — Омск, Акмолинская область, 1906.